# Purbacher Türke

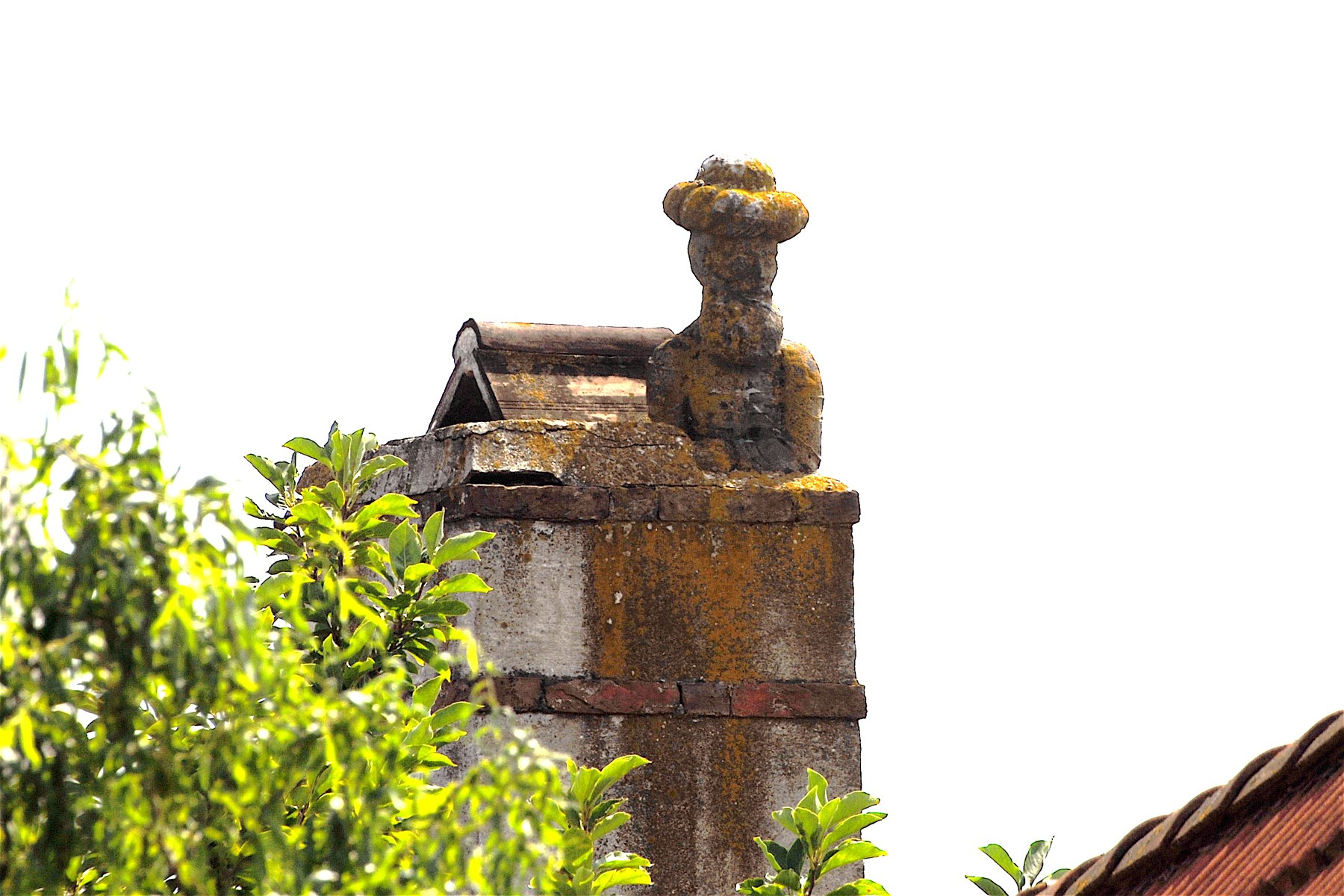
Der Purbacher Türke

Der Purbacher Türke ist eine Legendenfigur und das Wahrzeichen des burgenländischen Ortes Purbach am Neusiedler See. Eine Steinfigur des Purbacher Türken befindet sich am Rauchfang des Hauses in der Schulgasse 9.

## Geschichte
Die Legende beschreibt: 
Eine türkische Reiterschar plünderte im Jahr 1532 Purbach. Die Bewohner waren in den Wald geflohen. Ein Türke betrank sich so, dass er im Keller liegen blieb. Als er aufwachte waren seine Kameraden fort. Er hörte die zurückkehrenden Bauern und versteckte sich im Rauchfang. Als er oben herausschaute wurde er entdeckt. Mit Hilfe eines stark rauchenden Feuers trieb man ihn heraus. Der gefangene Soldat ließ sich taufen und wurde Knecht bei dem Besitzer des Hauses. Zur Erinnerung an diese Begebenheit setzte man eine Nachbildung des Türken auf den Schornstein. Von dort schaut er heute noch herunter.
Der historische Wahrheitsgehalt dieser Sage lässt sich heute nicht mehr erfassen.